# Кекуок

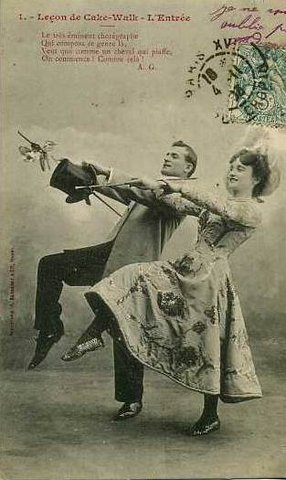
Урок кекуока. Французская открытка начала XX века.

Кекуо́к, или кэк-уок, кейкуок, кэкуок, кек-уок (англ. cakewalk, букв. «проходка за кусок пирога») — негритянский танец под аккомпанемент банджо, гитары или мандолины с характерными для рэгтайма ритмическими рисунками: синкопированным ритмом и краткими неожиданными паузами на сильных долях такта. Ритм кейкуока близок к регтайму, имеет характерные острые синкопы. Музыкальный размер 2
4, исполняется в темпе быстрого марша.

## История
Предшественник рэгтайма и, соответственно, джаза. Был популярен в 1890—1910 годах. На эстраде получила распространение кафешантанная форма кекуока, близкая по характеру к канкану. Стал предком джайва.
Название танца было связано с первоначальным обычаем награждать лучших танцоров пирогом, а также с позой танцовщиков, как бы предлагающих блюдо.
В России фигурирует с 1902 года.
К кекуоку обращались Дебюсси (кекуок из «Детского уголка», «Генерал Левинь-эксцентрик»), Стравинский (в балете-пантомиме «История солдата»), Скотт Джоплин и Артур Маршалл («Swipesy Cakewalk»).

### Театр и кино
- Художник театра Ю. П. Анненков в 1917 году в «Привале комедиантов» поставил для О. А. Глебовой-Судейкиной, известной танцовщицы и подруги Анны Ахматовой, «Кукольный кекуок» (в оригинале «Кекуок Голливога» — «Golliwog’s Cakewalk») Клода Дебюсси[3].
- Балет К. Я. Голейзовского на музыку Дебюсси, премьера которого состоялась в 1927 году.
- В 1997 году американский писатель Питер Фейблман поставил на Бродвее пьесу «Кейкуок», посвящённую американской писательнице Лилиан Хеллман. Спустя четыре года спектакль был поставлен также на сцене Театра имени Моссовета (реж. С. А. Виноградов)[4].
- Фильм «Дьявольский кэк-уок», 1903 год, в котором танец связан с инфернальным сюжетом.

### В русской литературе
- «На минутку сделался было модным мотив кекуока… Однако этот негритянский танец был вскорости позабыт», — писал Куприн в рассказе «Гамбринус» (1906).
- «… С лешачихами покойник / Стройно пляшет кекуок…» («Меркнут знаки зодиака», Николай Заболоцкий).
- «… И, проигравшийся игрок, / Я встал: неуязвимо строгий, / Плясал безумный кэк-уок, / Под потолок кидая ноги…» («Пир», 1905, Андрей Белый). В художественном сознании Белого этот танец приобрел значение исступления. «Когда Москва обливалась кровью в декабре и бренчали кэк-уок. Это был не просто кэк-уок: это был кэк-уок над бездной пурги» (Андрей Белый. «Кубок метелей»).
- «…Мичман Швейковский в кают-компании наигрывал кек-уок и напевал какие-то шансонетки.» («Порт-Артур. том 2», Александр Степанов).
- «Юрка Саблин, — командующий войсками! Двадцатилетний мальчишка, специалист по кэк-уоку, конфектно-хорошенький…» («Окаянные дни», Иван Бунин).
- Стихотворение «Кэк-уок на цимбалах» (1904, Иннокентий Анненский).
- Кэк-уок фигурирует три раза в сборнике Петра Потёмкина «Герань» (1912)[5].
- «Матчиш — хороший танец, / Кэк-уок — вроде, / Его привез голландец / В своем комоде». («Рассказы о детях», В. Вересаев, 1928).

### В кинематографе
- В фильме «Зелёный фургон» в семье профессора Патрикеева на праздновании нового 1917 года, гости исполняют танец кекуок, о чём закадровым голосом говорит актёр Джигарханян.
- В мультипликационном фильме «Три богатыря на дальних берегах» Баба Яга исполняет песню: «… Мама трёт налиму бок, дети пляшут кекуок», состоящую, преимущественно, из этой многократно повторяющейся строки.